# Schwarz-Weiß Erfurt Volley-Team
Lo Schwarz-Weiß Erfurt Volley-Team è una società pallavolistica femminile tedesca con sede a Erfurt: milita nel campionato di 1. Bundesliga.

## Storia
Il Turn- und Sportverein Braugold Erfurt viene fondato nel 1990 e partecipa a campionati locali. Arriva in 2. Bundesliga nella stagione 1993-94, categoria dove milita ininterrottamente per nove annate, eccetto nella stagione 1996-97 quando a seguito della retrocessione partecipa al campionato di categoria inferiore, prontamente chiuso con la promozione in serie cadetta.
Nella stagione 2002-03 la squadra ottiene la promozione in 1. Bundesliga dove escordisce nell'annata 2003-04, cambiando anche la denominazione in Schwarz-Weiß Erfurt Volley-Team: retrocede immediatamente in serie cadetta. Sia in questa che in alcune edizioni successive partecipa alla Coppa di Germania, eliminata sempre nei primi turni.
Dopo cinque campionati passati in 2. Bundesliga ottiene una nuova promozione in 1. Bundesliga al termine della stagione 2009-10: tuttavia anche questo campionato vede la formazione di Erfurt retrocedere nuovamente. Milita quindi per altre cinque annate nella serie cadetta per ritrovare poi la promozione alla fine della stagione 2015-16, militando quindi nella massima divisione nella stagione 2016-17.

## Rosa 2021-2022
| N° | Nome                | Ruolo | Data di nascita  | Nazionalità sportiva |
| -- | ------------------- | ----- | ---------------- | -------------------- |
| 1  | Elizabeth Sandbothe | C     | 17 marzo 1998    | Stati Uniti          |
| 2  | Michelle Petter     | L     | 4 febbraio 1997  | Germania             |
| 3  | Jazmine White       | C     | 14 dicembre 1993 | Canada               |
| 4  | Paula Reinisch      | S     | 7 ottobre 1998   | Germania             |
| 5  | Corina Glaab        | P     | 25 maggio 2000   | Germania             |
| 6  | Antonia Stautz      | S     | 15 dicembre 1993 | Germania             |
| 7  | Franca Merte        | C     | 14 giugno 2004   | Germania             |
| 8  | Sindy Lenz          | S     | 3 ottobre 1998   | Germania             |
| 9  | Rachael Fara        | C     | 11 maggio 1997   | Stati Uniti          |
| 10 | Lena Liegert        | C     | 21 febbraio 2002 | Germania             |
| 11 | Hillary Hurley      | S     | 7 novembre 1989  | Stati Uniti          |
| 12 | Kennedy Redding     | C     | 4 aprile 1998    | Stati Uniti          |
| 13 | Margaret Speaks     | P     | 11 ottobre 1994  | Stati Uniti          |
| 14 | Rica Maase          | O     | 22 novembre 1999 | Germania             |
| 15 | Mia Kettner         | L     | 15 dicembre 2004 | Germania             |
| 16 | Hanna Hellvig       | O     | 3 febbraio 2000  | Svezia               |